# 高山県
高山県（たかやまけん）は、1868年（慶応4年）に幕府領であった飛騨国一円を管轄するために明治政府によって設置された県。管轄地域は現在の岐阜県北部にあたる。本項では前身の飛騨県（ひだけん）についても記す。

## 概要
飛騨国は飛騨高山藩金森氏によって治められてきたが、飛騨の豊富な木材資源と鉱物資源（銀・鉛など）に着目した江戸幕府は、1692年（元禄5年）財政の安定を図る目的で当時の藩主金森頼旹を出羽国上山藩へ移封し、飛騨国を幕府領とした。高山城を加賀藩預かりとした後に破却し、当初は高山城の下屋敷を高山陣屋として、飛騨代官を設置して行政を行ったが、のちに飛騨郡代に昇格した。飛騨郡代は越前国の幕府領を管轄した本保代官所（現在の福井県越前市に所在）も支配下に収めていたが、明治以降は本保県（現福井県）に移管されている。
1868年（慶応4年）、朝廷の命を受けた東山道鎮撫使先鋒隊の竹沢寛三郎によって高山陣屋は天朝御用所に改められ、笠松裁判所の管轄を経て、飛騨県が設置された。しかし、わずか2週間ほどで県名を高山県に改めている。
笠松裁判所の管理下に置かれた際、広範な地域を管轄する際に飛騨専任の担当として水戸藩出身の梅村速水が高山陣屋に派遣された。その後、梅村は同地勤務のまま5月に飛騨県知事に任じられ、翌月に改称された高山県知事にそのまま留任するが、強引な施策が原因で翌年に梅村騒動を引き起こした。1869年（明治2年）3月14日、梅村は騒動の責任を取らされて罷免、収監された。
1871年（明治4年）、廃藩置県後の第1次府県統合に伴い信濃国、飛騨国の6県が筑摩県に統合されたことにより廃止された。

## 沿革
- 1868年（慶応4年）
  - 4月18日 - 飛騨郡代の管轄地域が一時的に笠松裁判所の管轄となる。
  - 5月23日 - 明治政府が飛騨郡代が置かれた飛騨国大野郡高山町（現在の岐阜県高山市八軒町1-5）にあった高山陣屋に飛騨県を設置。
  - 6月2日 - 高山県に改称。
- 1871年（明治4年）11月20日 - 第1次府県統合により信濃国、飛騨国の6県が合併して筑摩県が成立。同日高山県廃止。

## 管轄地域
- 飛騨国一円
  - 益田郡 - 101村
  - 大野郡 - 136村
  - 吉城郡 - 179村

## 歴代知事

### 飛騨県
- 1868年（慶応4年）5月23日 - 1868年（慶応4年）6月2日 ： 知事・梅村速水（本名・沼田準次郎。元水戸藩士）

### 高山県
- 1868年（慶応4年）6月2日 - 1869年（明治2年）3月14日 ： 知事・梅村速水（前飛騨県知事）
- 1869年（明治2年）3月14日 - 1871年（明治4年）11月20日 ： 知事・宮原積（元鳥取藩士）